# تركمان (أرومية)
تركمان هي قرية في مقاطعة أرومية، إيران. يقدر عدد سكانها بـ 123 نسمة بحسب إحصاء 2016.